# Немировский, Николай Николаевич
Николай Николаевич Немировский (1921—1943) — стрелок 130-го гвардейского стрелкового полка 44-й гвардейской стрелковой дивизии 1-й гвардейской армии Юго-Западного фронта, гвардии красноармеец. Герой Советского Союза.

## Биография
Родился в 1921 году в городе Петрограде (ныне Санкт-Петербург). Русский.
Член ВЛКСМ. Окончил среднюю школу.
В Вооруженных Силах Красной Армии в Великую Отечественную войну — с 1942 года. Участник Сталинградской битвы.
Стрелок 130-го гвардейского стрелкового полка комсомолец гвардии рядовой Николай Немировский в составе группы из 13 человек под сильным огнём противника 15 января 1943 года ворвался на окраину укрепленного железнодорожного посёлка Донской (ныне Красновка Тарасовского района Ростовской области). Захватив 3 дома, бойцы в течение дня отразили многочисленные атаки вражеской пехоты и танков, продолжая сражаться в подожжённых гитлеровцами строениях. Погиб в этом бою.
Похоронен в братской могиле на станции Красновка.
Указом Президиума Верховного Совета СССР «О присвоении звания Героя Советского Союза начальствующему и рядовому составу Красной Армии» от 31 марта 1943 года за «образцовое выполнение боевых заданий командования на фронте борьбы с немецкими захватчиками и проявленные при этом отвагу и геройство» был посмертно удостоен звания Героя Советского Союза. Также посмертно награждён орденом Ленина.

## Память
- У перрона станции Красновка установлен памятник 13-ти Героям.
- В Москве в Центральном музее Вооруженных Сил оборудован стенд «Тринадцать Героев Красновки»[4].